# 諾頓定理

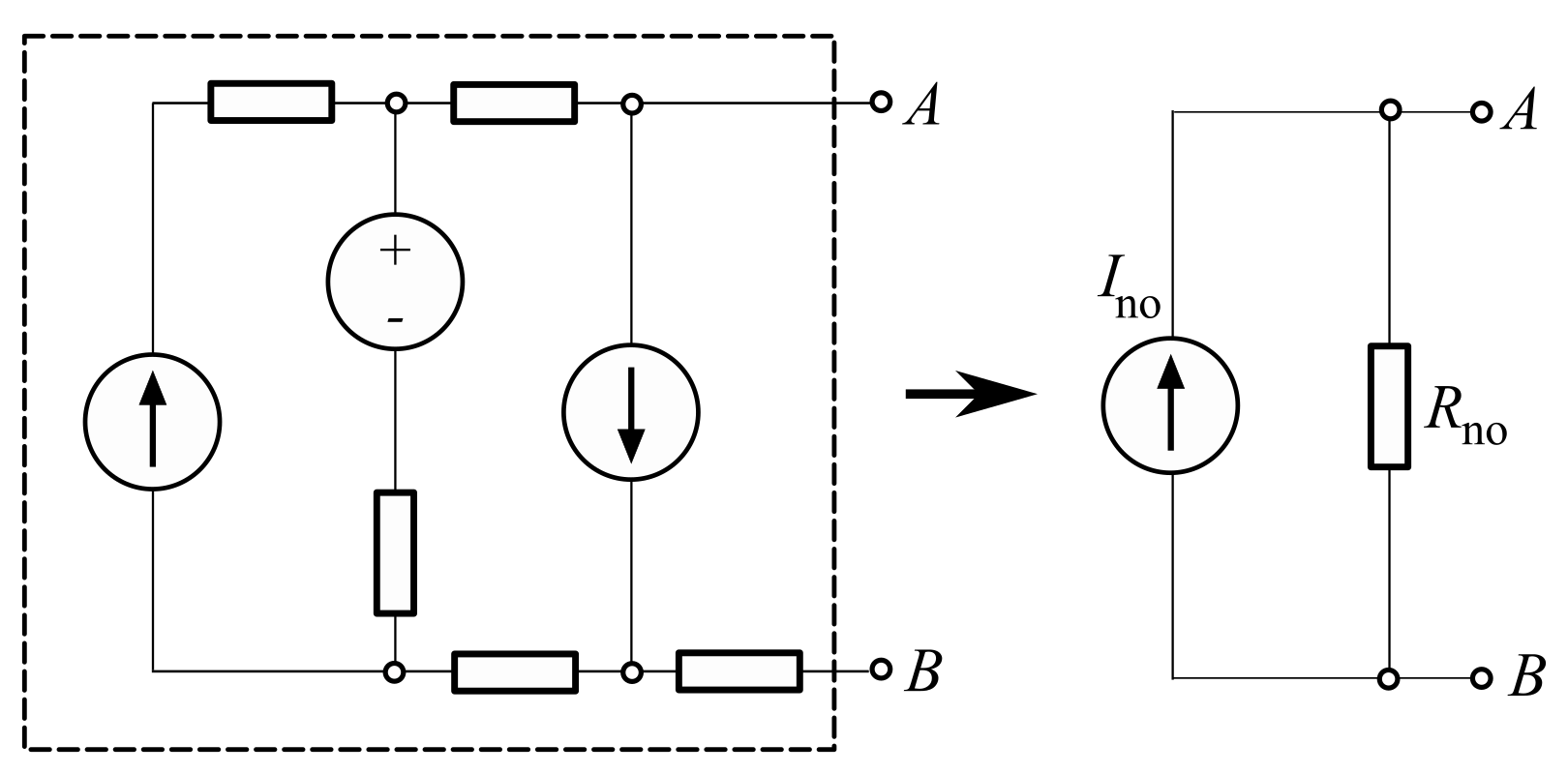
任何只包含電壓源、電流源及電阻的黑箱系統，都可以轉換成諾頓等效電路.

諾頓定理（英語：Norton's theorem）指的是一個由電壓源及電阻所組成的具有兩個端點的電路系統，都可以在電路上等效於由一個理想電流源I與一個電阻R並聯的電路。對於單頻的交流系統，此定理不只適用於電阻，亦可適用於廣義的阻抗。諾頓等效電路用來描述線性電源與阻抗在某個頻率下的等效電路，由一個理想電流源與一個理想阻抗並聯組成。
諾頓定理是戴维南定理的延伸，於1926年由西門子公司研究員汉斯·费迪南德·迈尔（Hans Ferdinand Mayer，1895—1980）和貝爾實驗室工程師爱德华·劳里·诺顿（1898—1983）分別提出。實際上只有迈尔在此課題上發表過論文，但諾頓只在貝爾實驗室內部用的一份技術報告上提及過他的發現。

## 諾頓等效電路的計算
要計算出等效電路，需：
1. 在AB兩端短路（亦即負載電阻為零）的狀況下計算輸出電流IAB。此為INO。
2. 在AB兩端開路（在沒有任何往外電流輸出，亦即當AB點之間的阻抗無限大）的狀況下計算輸出電壓VAB，此時RNo等於VAB除以INO。

- 此等效電路是由一個獨立電流INO與一個電阻RNO並聯所組成。

其中的第2項也可以考慮成：
- 2a.將原始電路系統中的獨立電壓源以短路取代，而且將獨立電流源以開路取代。
- 2b.若電路系統中沒有非獨立電源的話，則RNo為移走所有獨立電源後的電阻*。

*注意：判斷諾頓阻抗大小時，一個更普遍的方法是把電流源連接到電流為一安培的輸出終端，並計算終端的電壓。當電源為非獨立時，這個方法是一定要用的。本法並沒有在下圖中出現。

## 轉換至戴維寧等效電路
右圖中，左邊是諾頓等效電路，右邊是戴維寧等效電路，可用下列方程式將諾頓等效電路轉換成戴維寧等效電路：
{\displaystyle R_{Th}=R_{No}\!}
{\displaystyle V_{Th}=I_{No}R_{No}\!}
{\displaystyle {\frac {V_{Th}}{R_{Th}}}=I_{No}\!}
其中{\displaystyle R_{th}}、{\displaystyle R_{No}}、{\displaystyle V_{th}}及{\displaystyle I_{No}}分別代表戴維寧等效電阻、諾頓等效電阻、戴維寧等效獨立電壓源以及諾頓獨立電流源。

## 諾頓等效電路的範例
|  |  |  |

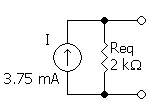
步驟3:轉換成等效電路

在此範例中，先將A、B兩點短路，整體電流{\displaystyle {\boldsymbol {I_{total}}}}可以寫成：
{\displaystyle {\boldsymbol {I}}_{\mathrm {total} }={15\mathrm {V}  \over 2\,\mathrm {k} \Omega +1\,\mathrm {k} \Omega \|(1\,\mathrm {k} \Omega +1\,\mathrm {k} \Omega )}=5.625\mathrm {mA} }
利用電流的分流原則，從{\displaystyle {\boldsymbol {R_{1}}}}流過負載的電流{\displaystyle {\boldsymbol {I_{}}}}為：
{\displaystyle {\boldsymbol {I}}={1\,\mathrm {k} \Omega +1\,\mathrm {k} \Omega  \over (1\,\mathrm {k} \Omega +1\,\mathrm {k} \Omega +1\,\mathrm {k} \Omega )}\cdot I_{\mathrm {total} }}
{\displaystyle {\boldsymbol {=}}{\frac {2}{3}}\cdot 5.625\mathrm {mA} =3.75\mathrm {mA} }
再把電壓源用短路來取代，從系統開口兩端往裡看的等效阻抗為：
{\displaystyle \ R=1\,\mathrm {k} \Omega +2\,\mathrm {k} \Omega \|(1\,\mathrm {k} \Omega +1\,\mathrm {k} \Omega )=2\,\mathrm {k} \Omega }
因此，等效電路則是由一個3.75 mA的電流源並聯一個2KΩ的電阻所組成。

## 外部連結
- 维基共享资源上的相關多媒體資源：諾頓定理
- Norton's theorem at allaboutcircuits.com（英文）